# Galicisch
Het Galicisch (Galicisch en Portugees: galego) is een taal die wordt gesproken in de Spaanse autonome gemeenschap Galicië, gelegen in het meest noordwestelijke deel van Spanje, ten noorden van Portugal.

## Taalkunde
In de regio Galicië spreekt ongeveer 70% van de bevolking Galicisch. Bovendien wordt het Galego ook nog gesproken in een klein deel van Castilië en León, en in sommige delen van Zuid-Amerika (bijvoorbeeld in Buenos Aires in Argentinië).
In totaal spreken ongeveer 3 miljoen mensen Galicisch. De Spaanse staat erkent Galicisch als een van de vier officiële talen (samen met Castiliaans, Catalaans en Baskisch).

### Geschiedenis

Taalkundige kaart van Zuidwest-Europa

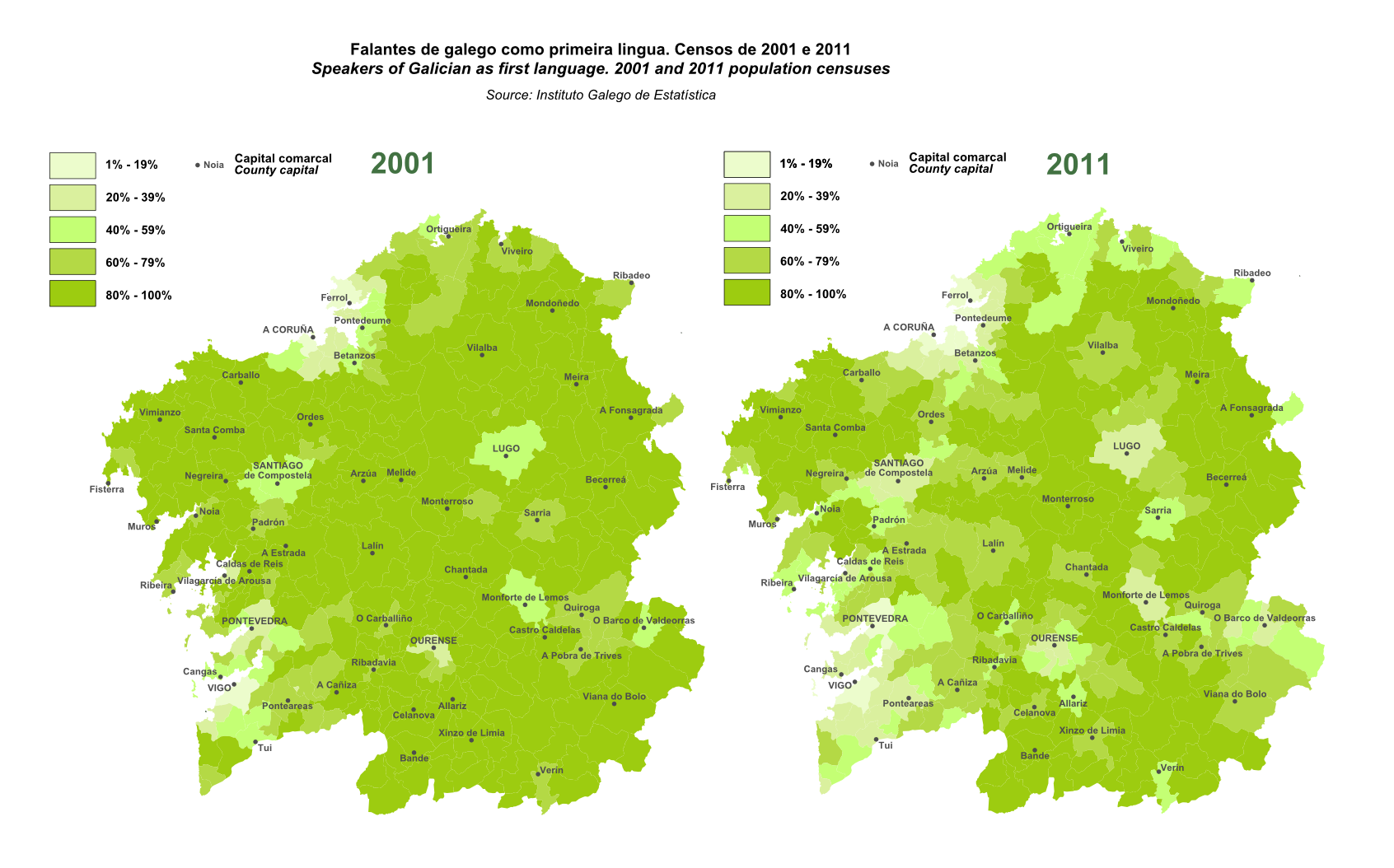
Percentage sprekers van het Galicisch

Tijdens de Romeinse overheersing werden Portugal en Galicië verenigd in de provincie Gallaecia. Dit leidde tevens tot een linguïstische eenheid van het Galicisch-Portugees. Deze eenheid duurde voort tot in de 14e eeuw, waarin Portugal een zelfstandig koninkrijk werd en zich afscheidde van Galicië. De oudste literaire geschriften in het Galicisch zijn de Cantigas de Santa María van Alfonso X en de Galicisch-Portugese liedboeken.
Na de dood van Franco ontstond een democratische Spaanse staat van autonome gemeenschappen. Zo ontstond ook het statuut van autonomie van Galicië, el Estatuto de Autonomia de Galicia (6 april 1981). Dit versterkte de positie van het Galicisch als officiële taal en leidde tot een voorstel tot de wet van linguïstische normalisatie (Lei de Normalización Lingüística) in juni 1983.
Na Franco kreeg het Galicisch nieuwe kansen. In de afgelopen decennia was er veel discussie tussen aanhangers van het Reintegracionismo en de groep Autonomistas. De eerste groep pleit voor een re-integratie met het Portugees, terwijl de laatste groep het Galicisch als een aparte taal ziet.

### Taal of dialect
In publicaties over het Galicisch zal de discussie of het Galicisch een aparte taal of toch een Portugees dialect is een grote rol spelen. Op basis van louter taalkundige informatie valt niet te zeggen of eender welke taalvorm nu de titel taal of dialect verdient. De classificatie als taal hangt vooral af van conventie.
Feit is dat het Galicisch sterke overeenkomsten vertoont met het Portugees, in het bijzonder met de Noord-Portugese dialecten. Verschillen met het Portugees laten zich vaak verklaren door de invloed van het Castiliaans, de dominante Spaanse taal.

#### Verschillen met het Portugees
Het schriftbeeld van het Galicisch verschilt zeer duidelijk van het Portugees, doordat de Galicische spelling is gebaseerd op de Spaanse. Een woord als muller (vrouw) oogt anders dan het Portugese mulher, maar wordt op dezelfde wijze uitgesproken. Er bestaat een alternatieve spelling voor het Galicisch die meer aansluiting zoekt bij de Portugese, en die wordt gepropageerd door de aanhangers van het reintegracionismo.
Er zijn opvallende verschillen in de uitspraak. De uitspraak van het Galicisch sluit vooral aan op die van de Noord-Portugese dialecten.
- Waar in het (Europees-)Portugees de klinkers kort en eerder gesloten zijn, daar hebben ze in het Galicisch vaker een open uitspraak.
- Nasale diftongen zijn zeer typisch voor het Portugees, maar komen in het Galicisch niet voor. Het Portugese irmã (zus) wordt in het Galicisch zo, irmá (zus).
- De Portugese [z] en [ʒ], beide stemhebbende medeklinkers ("z" en "zj"), zijn in het Galicisch vaak stemloos. Vgl. casa (huis), in het Portugees: [ˈkazə]?, in het Galicisch: [ˈkasa]? (vroeger [ˈkazɐ]? in beide, als nog op deze manier in het grootste deel van Brazilië en Afrika). Het omgekeerde komt echter ook voor.
- Het fenomeen gheada: in het Galicisch wordt de g in bepaalde posities als een h uitgesproken. Bijvoorbeeld: [ħaˈleħo]? voor "galego" (Galicisch).
- Grotere invloed van het Spaans, op grote schaal in distinción van c/z en s, en spaarzaam in yeísmo (fusie van ll in y).

Uiteraard zijn er verschillen in de woordenschat. Het Galicisch is sterker door het Castiliaans beïnvloed en zal vaak een Castiliaans woord gebruiken voor zaken waar in het Portugees eigen woorden voor bestaan. Toch komt de Galicische woordenschat, zeker als het gaat om dagelijkse, "normale" woorden, sterker met de Portugese dan met de Spaanse overeen.

### Tekstvoorbeeld

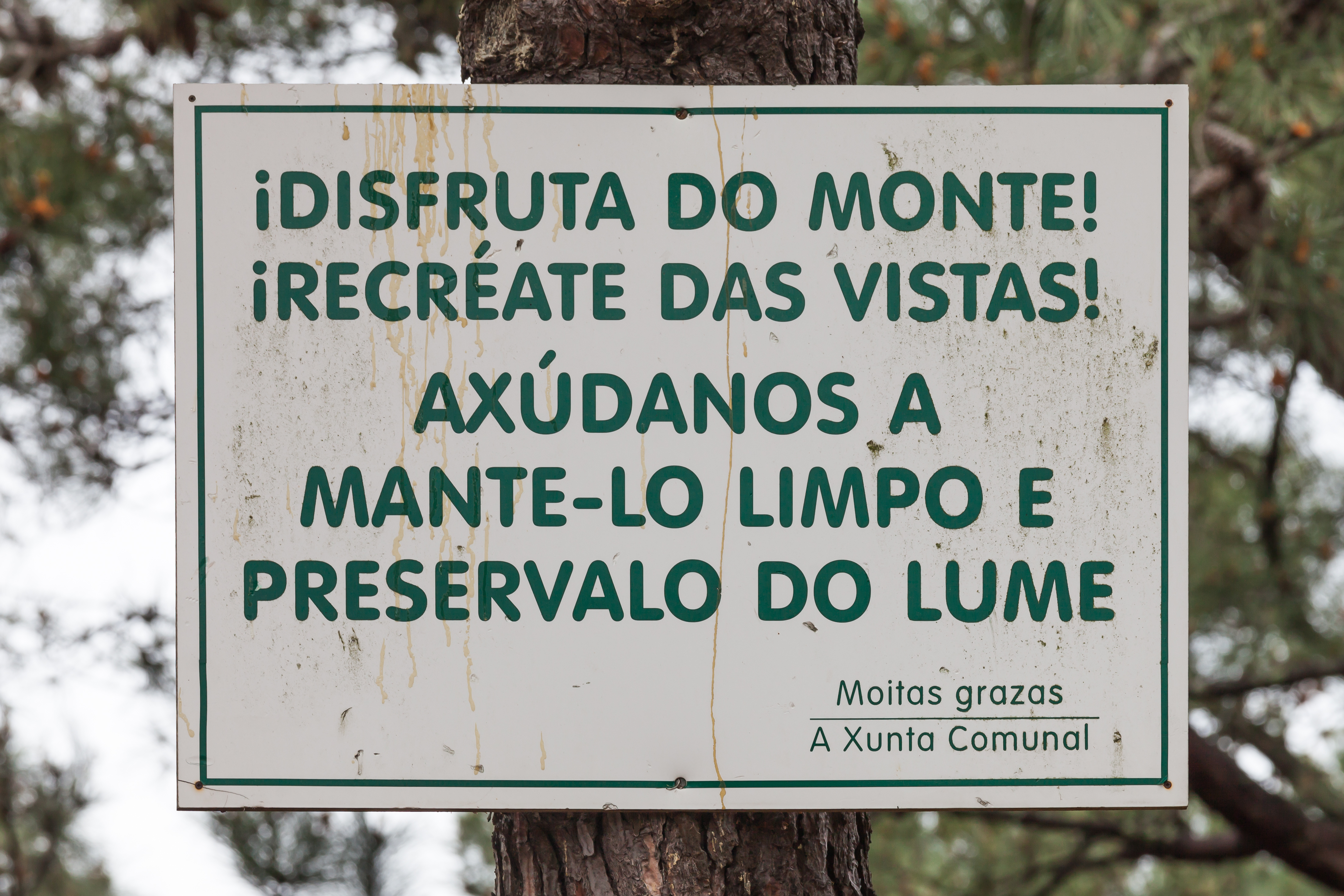
Galicisch

Het Onzevader. Beide spelwijzen zijn weergegeven, en de Castiliaanse en Portugese versie van het gebed zijn ter vergelijking bijgevoegd.
| Galicisch officieel                                                                                   | Galicisch reintegracionismo                                                                                  | Portugees | Castiliaans                                                                                              |
| --- | --- | --- | --- |
| Noso Pai que estás no ceo:                                                                            | Nosso Pai que estás no Céu:                                                                                  | Pai Nosso que estás no Céu:                                                                                      | Padre nuestro que estás en los cielos:                                                                   |
| santificado sexa o teu nome, veña a nós o teu reino e fágase a túa vontade aquí na terra coma no ceo. | santificado seja o Teu nome, venha a nós o Teu reino e seja feita a Tua vontade aqui na terra como nos Céus. | santificado seja o Vosso nome, venha a nós o Vosso reino, seja feita a Vossa vontade assim na Terra como no Céu. | santificado sea tu Nombre, venga a nosotros tu reino y hágase tu voluntad en la tierra como en el cielo. |
| O noso pan de cada día dánolo hoxe;                                                                   | O nosso pam de cada dia dá-no-lo hoje;                                                                       | O pão nosso de cada dia nos dai hoje;                                                                            | Danos hoy nuestro pan de cada día;                                                                       |
| e perdóanos as nosas ofensas como tamén perdoamos nós a quen nos ten ofendido;                        | e perdoa-nos as nossas ofensas como também perdoamos nós a quem nos tem ofendido;                            | Perdoai-nos as nossas ofensas assim como nós perdoamos a quem nos tem ofendido;                                  | y perdona nuestras ofensas como también nosotros perdonamos a los que nos ofenden;                       |
| e non nos deixes caer na tentación, mais líbranos do mal.                                             | e nom nos deixes cair na tentaçom, mas livra-nos do mal.                                                     | e não nos deixeis cair em tentação, mas livrai-nos do mal.                                                       | no nos dejes caer en tentación, y líbranos del mal.                                                      |
| Amen.                                                                                                 | Amen. | Amen. | Amen. |

Merk op dat er tussen de eerste en tweede versie in het Galicisch soms meer verschillen dan spellingverschillen alleen staan. Ook over de precieze vaststelling van wat "standaard" is bestaat verschil van inzicht.

## Literatuur

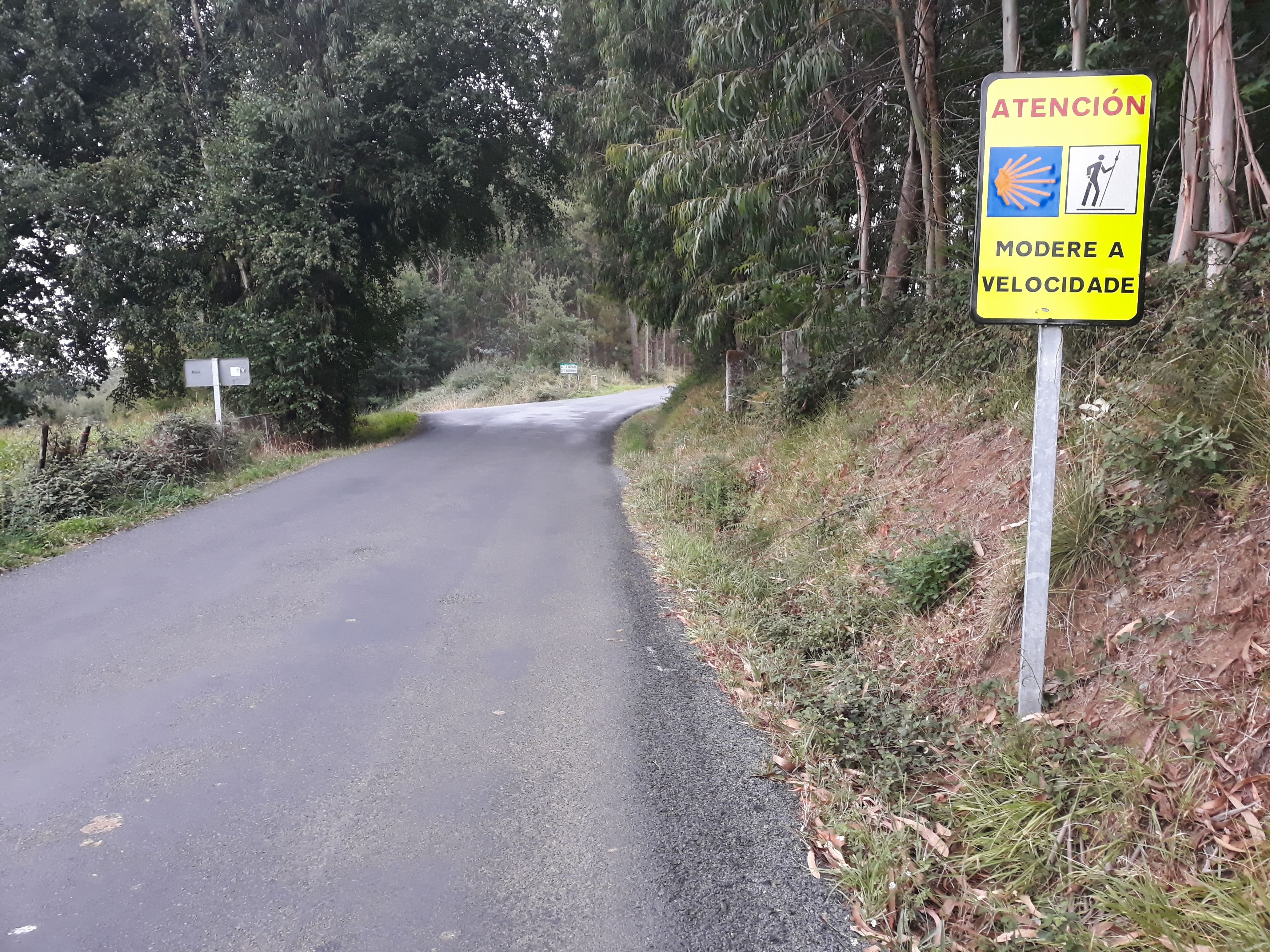
Galicisch bord

### Theater
Manuel Lourenzo

### Poëzie
Pura Vazquez, Manuel María (Fernández Teixeiro), Xosé María Álvarez Cácamo, Arcadio López-Casanova, Miguel Anxo Fernán-Vello, Claudio Rodríguez Fer, Xavier Baixeras.

### Proza
Xosé Luís Méndez Ferrin, Alfredo Conde, Manuel Rivas, Xavier Neira Vilas, Suso de Toro, Victor F. Freixanes, Anxo A. Rei Ballesteros, Carlos Casares, Xesús Rábade, Xavier Alcalá, Xosé Carlos Caneiro.